# لوسینه نرسیسیان
لوسینه نرسیسیان (ارمنی: Լուսինե Ներսիսյան؛  ۶ سپتامبر ۱۹۷۹) یک بازیگر اهل ارمنستان است. وی از سال میلادی تاکنون مشغول فعالیت بوده‌است.

## زندگی‌نامه
وی در ۶ سپتامبر ۱۹۷۹ در ایروان به دنیا آمد و از انستیتو دولتی سینما و تئاتر ایروان (۲۰۰۲) فارغ‌التحصیل شد. 